# Enrique de Aresti y de la Torre
Enrique de Aresti y de la Torre (Arceniega, Álava, 6 de diciembre de 1852-Bilbao, 17 de enero de 1946) fue un político, empresario y noble español. 

## Biografía
Hasta 1882 trabajó en México. Posteriormente en su vuelta a España fijó su residencia en Bilbao, donde se dio a conocer como hombre de negocios, fundando varias empresas con algunos amigos. Entre las empresas fundadas estaban: la Papelera del Cadagua, el Ferrocarril del Cadagua, el Ferrocarril Santander-Bilbao, la Sociedad Plomos y Estaños Laminados, la Resinera Española, la Sociedad de Sabero y Anexas. También fundó el Ferrocarril de La Robla a Valmaseda y la sociedad de terrenos de Neguri. Ocupó distintos cargos en distintas asociaciones y entidades, siendo vicepresidente nato de la Asociación Vizcaína de Caridad, vocal de la Caja de Ahorros Vizcaína, consejero de la Compañía Siderúrgica del Mediterráneo, consejero del Banco de Bilbao, y en 1930, presidente de Papelera Española.
Ejerció el cargo de presidente de la Diputación de Vizcaya entre 1898 y 1902. A instancia de Antonio Maura, a quien escribió un libro dedicado a su memoria tras su muerte, fue nombrado gobernador civil de Vizcaya en 1907. El 16 de mayo de 1908 (Real Despacho de 30 de junio de 1908), le fue concedido el título de Conde de Aresti.